# Antoine Dufour (évêque)
Pour les articles homonymes, voir Antoine Dufour.
Antoine Dufour  est un dominicain français qui fut le confesseur du roi Louis XII et d’Anne de Bretagne, et évêque de Marseille.

## Biographie
Originaire d’Orléans, Antoine Dufour entre dans la communauté dominicaine de cette ville, puis poursuit ses études de théologie au couvent Saint-Jacques à Paris. Son érudition et ses talents d’orateur le font rapidement connaître. Le roi Louis XII et sa femme Anne de Bretagne le prennent auprès d’eux comme confesseur.

### Le confesseur du roi
En 1504, Antoine Dufour prêche devant la cour, à Lyon, à l'occasion des funérailles de Louis de Luxembourg, comte de Ligny. L'assistance comprend notamment Laurent Bureau, alors confesseur du roi, Mery d'Amboise, Grand-Maitre de Rhodes, Jean d'Amboise, seigneur de Bucy, le chancelier Guy de Rochefort et Antoine de Lorraine.
Antoine Dufour était un familier et peut-être un parent de Jean Raulin, grand-maître du Collège de Navarre puis moine de l'Abbaye de Cluny.
Antoine Dufour succède en 1506 à Jean Clérée qui a été élu général des dominicains, dans le rôle de confesseur du roi Louis XII. La fonction comporte des dimensions complexes et exige du doigté. Le roi se confesse en réalité sept à huit fois par an seulement, mais il attend des religieux qui l'entourent qu'ils lui disent la vérité notamment à propos des pêchés qu'il peut commettre.
En 1507, le roi est accompagné en Italie non seulement par son confesseur, mais aussi par son aumônier, René de Prie, avec lequel il récite le bréviaire, mais aussi du Grand Aumônier, dont le titre est avant tout honorifique, Geoffroy de Pompadour, évêque de Périgueux, et de plusieurs chapelains et chantres. Geoffroy de Pompadour et Antoine Dufour sont chargés d'indemniser pour les dégâts commis par les troupes du roi sur les biens des monastères.

### L’évêque
Deux jours après la mort d'Ogier d'Anglure, les chanoines qui se sont retirés à Signes à cause de la peste qui sévit à Marseille, désignent, le 29 avril 1506, Jean de Cuers, leur prévôt pour lui succéder. L'élection est à vrai dire fragile car les chanoines réunis sont seulement au nombre de trois.
Lorsque le décès d'Ogier d'Anglure est connu à Rome, le pape Jules II s'empresse de lui donner, le 14 mai 1506, Pierre Baudonis, qui est provençal de naissance, pour successeur.
Cette nomination fut sans effet car le roi Louis XII désigna son confesseur Antoine Dufour pour être évêque de Marseille. De plus Jean de Cuers ayant appris cette nomination se retira le 14 juillet 1506 en faveur d’Antoine Dufour qui eut ses bulles de nomination le 21 août 1506. Au début de 1507, il se trouve dans son évêché à Marseille.
Louis XII reprend rapidement Antoine Dufour auprès de lui. En effet il sera à Savonne le 1er juillet 1507 pour assister à l’entrevue entre le roi de France et Ferdinand II d'Aragon. Le 15 août 1507, il est à Lyon et prononce le discours d’apparat à la cérémonie au cours de laquelle le cardinal d’Amboise remet les insignes cardinalices à René de Prie, évêque de Bayeux.
En 1509, Louis XII voulut avoir son confesseur auprès de lui pendant son expédition en Italie à Milan. Il meurt au cours de cette expédition. Il est enterré dans l’église des dominicains de Lodi.

### L'œuvre
Il compose plusieurs ouvrages dont :
- Les vies des femmes célèbres (1504), écrit selon le souhait d’Anne de Bretagne lui demandant de rédiger une apologie de la femme à travers les exemples les plus illustres. Il s’agit d’un manuscrit de 77 folios, enluminé par Jean Pichore. L’ecclésiastique a choisi 91 héroïnes depuis Ève jusqu’à Jeanne d’Arc. Ce précieux manuscrit se trouve actuellement au musée Dobrée de Nantes[5]. Dans ce livre, Antoine Dufour se qualifie d’inquisiteur de la foi.
- Une sainte Bible traduite en français sur ordre de la reine Anne de Bretagne.
- Paraphrase sur les sept psaumes de la Pénitence, Paris, 1551.
- La Diète du salut contenant cinquante méditations sur la Passion de Jésus-Christ, imprimerie Guille Guillard, Paris, 1557.